# 费利克斯·卡什帕
费利克斯·卡什帕（德語：Felix Kaspar，1915年1月14日—2003年12月5日），奥地利男子花样滑冰运动员。他曾代表奥地利参加1936年冬季奥林匹克运动会花样滑冰比赛，获得男子单人滑铜牌。